# Lascaux

Lascaux este o comună din Franța, situată în departamentul Corrèze în regiunea Limousin. Localitatea este cunoscută datorită unei grote cu picturi preistorice ce a fost descoperită în apropiere. Peștera din Lascaux nu este situată pe teritoriul comunei ci aproximativ la 30 km sud-vest, lângă Montignac. Descoperită în anul 1940, este compusă dintr-o cavernă principală și câteva galerii abrupte, toate magnific decorate cu gravuri, desene sau picturi de animale, unele prezentate într-o „perspectivă inversă”. Printre cele mai remarcabile imagini se numără patru mari strămoși ai bovinelor, un animal ciudat, semănând cu unicornul, care poate reprezenta o creatură mitică, precum și o rară compoziție narativă, reprezentând o figură umană în formă de pasăre și un bizon împuns de suliță. În jur de 1500 de gravuri pe os au fost găsite în peșteră, datate ca aparținând perioadei aurignaciene (cca 15000 î.Hr.). Din cauza traficului mare de turiști, peștera a fost închsă publicului în anul 1963.  În 2009 avea o populație de 170 de locuitori.

## Evoluția populației
| An        | 1975 | 1982 | 1990 | 1999 | 2006 | 2009 |
| --------- | ---- | ---- | ---- | ---- | ---- | ---- |
| Populație | 221  | 193  | 167  | 154  | 168  | 170  |